# 第28回全日本吹奏楽コンクール課題曲
第28回全日本吹奏楽コンクール課題曲は、「全日本吹奏楽コンクール」の第28回（1980年）大会課題曲のことである。この記事では、この年の課題曲全般について、および個々の楽曲の詳細情報について記す。

## 全般的な傾向・背景など
4曲全てが連盟委嘱作品であった。また4曲中3曲が、日本風の素材を利用した曲であった。

## (A)吹奏楽のための「花祭り」
小山清茂の作曲による。この時期、「木挽歌」「鄙歌」「能面」などの管弦楽曲がコンクールにて編曲演奏され、この作曲家の知名度が上がってきていた背景がある。
全体的に、鄙びた雰囲気が表現された曲となっている。2度や4度による和声が随所で効果的に用いられている。

## (B)吹奏楽のための序曲「南の島から」
服部公一の作曲による。
沖縄旋法（ド・ミ・ファ・ソ・シ・ド）をそのまま用いた旋律を主題としている。
急・緩・急の三部形式からなるが、中間部のあとバンド全員で「はあー、やぁ!」と叫ぶ部分があり、この曲の特徴の一つとなっている。

## (C)北海の大漁歌
岩河三郎の作曲による。「ソーラン節」を主題とする。

## (D)行進曲「オーバー・ザ・ギャラクシー」
斎藤高順の作曲による。編成にドラムセットも含む、ポップス風の香りも漂わせる、速めの行進曲。
題名は「銀河を越えて」という意味を持つ。
ハイハットシンバルと木管楽器による細かい音符、トランペット3声部による和音などが、随所で効果的に用いられている。